# 想い出のロックン・ローラー (曲)
「想い出のロックン・ローラー」（おもいでのロックン・ローラー、原題: Ex fan des sixties）は、ジェーン・バーキンの楽曲である。バーキンの1978年のアルバム『想い出のロックン・ローラー』の表題曲であり、アルバムのシングルカットとして同年の1978年にリリースされた（フランス: Fontana Cat#6172 761、日本: Philips Cat#SFL-2284）。

## 概要
1960年代の偉大なロックン・ローラーたちの名を唱えるこの曲は、フランスで大ヒットした。この曲の作者は、陰になり日向になりバーキンのバックアップに努めた内夫セルジュ・ゲンスブールである。
バーキンによると、曲のリズムがわからず悪戦苦闘したが、ゲンスブールはバーキンができないということを理解しなかった。またさらにバーキンによると、50回にわたる試みは悲惨な結末に終わり、半年後に再開しエルヴィス・プレスリーが死んだのでゲンスブールは「et la pauvre Janis Joplin」（そして可哀想なジャニス・ジョプリン）であった歌詞の最後のチャプターを変更した。
偉大なスターたちを単に連呼しているだけの作品ではなく、韻、隠喩、意味の多様性などのシャワーで巧みに構成されているゲンスブールによる歌詞は、それらの最も簡単に発見できるところでは例えば「ombre」（「影」などの意味のフランス語）とロックバンドのShadows（「影」などの意味の英語）である。解散したザ・ビートルズのMcCartneyに関しては「Mac Cartney」に分離してある。
1992年、バーキンはカジノ・ド・パリでゲンスブール追悼ライブを行った。このライブのアルバム『Je suis venu te dire que je m'en vais…』が同1992年にリリースされた。このライブアルバムのシングルカット・アナログ盤「Je suis venu te dire que je m'en vais…」（1992年）のA面は「手ぎれ Je suis venu te dire que je m'en vais」、B面は「想い出のロックン・ローラー」である（シングルカットCDは3曲目に「虹の彼方 Fuir Le Bonheur De Peur Qu'Il Ne Se Sauve」が付く）。

## 収録曲
A面
 想い出のロックン・ローラー Ex fan des sixties (3:00)
B面
 メロ・メロ・メロディー Mélo mélo (2:45)

## 参加者
| ボーカル       | ジェーン・バーキン       |
| ベース         | ブライアン・オッジャーズ |
| ドラムス       | ドギー・ライト           |
| パーカッション | ジム・ローレス           |
| エンジニア     | ピーター J. オリフ       |
| 作詞・作曲     | セルジュ・ゲンスブール   |
| 編曲           | アラン・ホークショウ     |
| 写真           | アンドレ・ベルグ         |
| プロデュース   | フィリップ・ルリショム   |

## 使用メディア
日本ではTV番組「NHK フランス語会話」のエンディング曲に使用。また日本のラジオ放送エフエム仙台において亡きロックンローラーを特集した「想い出のロックンローラー」という番組が1988年2月に月曜日から金曜日の22:55–23:00に放送され（DJ/藤田美奈）、バーキン「想い出のロックン・ローラー」はこのラジオ番組のテーマ曲であった。

## カバー
日本の女優安田成美は、ジェーン・バーキンの「想い出のロックン・ローラー」を日本語でカバーした。このカバー曲のタイトルは「思い出のロックンロール」で、1988年3月25日にこのカバー曲が収録された安田成美の2枚目のアルバム『ginger』（ジィンジャー）がリリースされた（LP: 28JAL-3148、CD: 32JC-280）。1988年9月25日にアルバム『ginger』から4曲をカットした8cmシングルCD「思い出のロックンロール」（安田成美 "DIAMIND COLLECTION" CD MINI ALBUM）がリリースされた（規格番号: 15JC-325）。この日本語カバーの歌詞はアルバム『ginger』をプロデュースした大貫妙子によるもので、忠実な翻訳ではなくアレンジが施され、大村憲司が編曲した。ドラムスはジャパンのスティーヴ・ジャンセン。
2015年3月25日、解散した音楽グループピチカート・ファイヴのリーダーであった小西康陽が選曲をした徳間ジャパン創立50周年記念のコンピレーション・アルバムが3枚同時リリースされ、その1枚『夜のミノルフォン・アワー』第17曲は安田成美の「思い出のロックンロール」が収録された。『夜のミノルフォン・アワー』は2016年1月8日にA面がバニラビーンズ「ニコラ」、B面が安田成美「思い出のロックンロール」でシングルカットのアナログ盤（規格番号: JS7S-113）がレーベルJET SETからリリースされた（3枚のアルバムから同時シングルリリース）。
ピチカート・ファイヴ最後のボーカリスト野宮真貴は、2015年11月13日大阪と11月19日・20日東京のビルボードライブ公演において「想い出のロックンローラー」を大貫妙子のアレンジ歌詞でカバーした。パリをテーマに2015年の活動をしていた野宮はこの公演で、アルカーイダから分離したIS（イスラム国）のメンバーにより11月13日に発生した、バーキンもライブ経験があるバタクラン劇場などを狙ったパリにおける銃撃および爆破事件の追悼をした。